# Supermodel of the World (album)
Albums de RuPaul
RuPaul is Star Booty
(1986) Foxy Lady
(1996)
Singles
1. Supermodel (You Better Work)
Sortie : 17 novembre 1992
2. Back to my Roots
Sortie : 1993
3. A Shade Shady (Now Prance)
Sortie : 1993
4. House of Love
Sortie : 1993
5. Everybody Dance
Sortie : 1993

Supermodel of the World est le premier album studio de la drag queen américaine RuPaul, sorti le 8 juin 1993.

## Liste des chansons
| No  | Titre                        | Auteur                                 | Durée |
| --- | ---------------------------- | -------------------------------------- | ----- |
| 1.  | Supermodel (You Better Work) | RuPaul Charles, Jimmy Harry, Larry Tee | 3:59  |
| 2.  | Miss Lady DJ                 | Charles, Eric Kupper                   | 4:00  |
| 3.  | Free Your Mind               | Charles, Jimmy Harry                   | 3:48  |
| 4.  | Supernatural                 | Charles, Jimmy Harry                   | 4:35  |
| 5.  | House of Love                | Charles, Jimmy Harry                   | 3:30  |
| 6.  | Thinkin' 'Bout You           | Charles, Kupper                        | 3:46  |
| 7.  | Back to My Roots             | Charles, Jimmy Harry, Kupper           | 3:32  |
| 8.  | Prisoner of Love             | Charles, Jimmy Harry                   | 4:24  |
| 9.  | Stinky Dinky                 | Charles, Jimmy Harry, Fred Schneider   | 4:44  |
| 10. | All of a Sudden              | Charles, Jimmy Harry                   | 3:53  |
| 11. | Everybody Dance              | Edwards, Rodgers                       | 3:56  |
| 12. | A Shade Shady (Now Prance)   | Charles, Kupper                        | 3:56  |

## Crédits
| - RuPaul : vocaliste - LaWanda Page : chanteuse - Fred Schneider : chanteur - Jimmy Harry : cor, vocaliste, producteur, ingénieur - Uptown Horns : cor - Tom Coyne : mastering - Seiji : mixage - Fenton Bailey : producteur exécutif - Randy Barbato : producteur exécutif - Erwin Gorostiza : direction artistique - Lan Yin : design - Mark Contratto : photographie - Mathu : maquilleur, styliste, coiffeur - Zaldy : maquilleur, styliste, coiffeur | - Eric Kupper : chœurs, producteur, ingénieur, mixage - Karen Bernod : chœurs - Betty Cooper : chœurs - Chavonie Cooper Vocals : chœurs - Trenise Y. Haddock : chœurs - Vincent Haddock, Jr. : chœurs - Angela M. Hadock : chœurs - Kevin E. Ien : chœurs - Leon King : chœurs - Lisa Lowell : chœurs - Mark Mancini : chœurs - Sherryl Marshall : chœurs - William L. Richardson, Jr. : chœurs - Carole Sylvan : chœurs |

## Classements musicaux
| Classement (1993)            | Meilleure position |
| ---------------------------- | ------------------ |
| États-Unis (Top Heatseekers) | 1                  |
| États-Unis (Billboard 200)   | 109                |